# Virus (singel)
Virus (ang. wirus) – singel brytyjskiej heavymetalowej grupy Iron Maiden. Tytułowy utwór nie pojawił się na żadnym z albumów studyjnych i koncertowych grupy. Został jednak zamieszczony na albumie kompilacyjnym Best of the Beast.
Dla uczczenia 21. rocznicy powstania Iron Maiden, singel został wydany w trzech formatach. Na rynek muzyczny wypuszczono zatem 2 wersje CD i jedną LP, różniących się listą ścieżek.
Postrockowa grupa Godspeed You! Black Emperor wydała w 1999 EP Slow Riot for New Zerø Kanada, na którym zamieściła ścieżkę „BBF3” zawierającą nagranie niejakiego Blaise’a Baileya Finnigana III recytującego wiersz, jak sądzi mężczyzna, własnego autorstwa. Poemat jest w rzeczywistości tekstem piosenki „Virus”, zaś jego imię i nazwisko jest łudząco podobne do pseudonimu wokalisty Iron Maiden „Blaze Bayley”. Godspeed You! Black Emperor oficjalnie twierdzi, że podobieństwo nazwisk jest zbiegiem okoliczności oraz że nie wiedziała, iż tekst poematu jest autorstwa innej osoby.
Tytułowy utwór został napisany po trasie koncertowej promującej album The X Factor jako odpowiedź na złośliwe komentarze prasowe na temat przyjęcia do grupy nowego wokalisty.

## Utwory

### Część 1 (CD)
W tym wydaniu zamieszczona jest skrócona wersja utworu „Virus”. Pozostałe utwory są takie same jak na singlu „Lord of the Flies”.
1. „Virus” [wersja skrócona] (Blaze Bayley, Dave Murray, Janick Gers, Steve Harris) – 3:54
2. „My Generation” (Pete Townshend) – 3:38
3. „Doctor Doctor” (Michael Schenker, Phil Mogg) – 4:50

### Część 2 (CD)
To wydanie zawiera, prócz utworu „Virus”, ścieżki pochodzące ze składanki Metal for Muthas – pierwszego wydawnictwa długogrającego, na którym pojawiły się kompozycje Iron Maiden.
1. „Virus” (Blaze Bayley, Dave Murray, Janick Gers, Steve Harris) – 6:14
2. „Sanctuary” (Dave Murray, Paul Di’Anno, Steve Harris) – 3:34
3. „Wrathchild” (Steve Harris) – 3:07

### Część 3 (LP)
Wydanie na płycie gramofonowej zawiera dodatkowo 2 ścieżki z pierwszego autorskiego wydawnictwa Iron Maiden – The Soundhouse Tapes.
1. „Virus” (Blaze Bayley, Dave Murray, Janick Gers, Steve Harris) – 6:14
2. „Prowler” (Steve Harris) – 4:20
3. „Invasion” (Steve Harris) – 3:07

## Twórcy
- Blaze Bayley – śpiew („Virus”, „My Generation” i „Doctor Doctor”)
- Paul Di’Anno – śpiew („Prowler”, „Invasion”, „Sanctuary”, „Wrathchild”)
- Dave Murray – gitara
- Tony Parsons – gitara („Sanctuary” i „Wrathchild”)
- Janick Gers – gitara, podkład wokalny („Virus”, „My Generation” i „Doctor Doctor”)
- Steve Harris – gitara basowa, podkład wokalny
- Doug Sampson – perkusja („Prowler”, „Invasion”, „Sanctuary”, „Wrathchild”)
- Nicko McBrain – perkusja („Virus”, „My Generation” i „Doctor Doctor”)